# Władysław II. (Polen)
Władysław der Vertriebene (auch: Wladislaw II. von Schlesien, Władysław II. von Polen, Władysław II. der Verbannte, polnisch Władysław II Wygnaniec; * 1105; † 30. Mai 1159) war 1138–1146 Herzog von Schlesien sowie, als Władysław II., Seniorherzog von Polen. Er war der Begründer der schlesischen Linie der Piasten.

## Familie
Władysław entstammte der polnischen Dynastie der Piasten. Seine Eltern waren Bolesław III. Schiefmund und die ruthenische Prinzessin Sbysława Swjatopolkowna, Tochter des Großfürsten Swjatopolk von Kiew. 
Um 1126 vermählte sich Władysław mit Agnes von Babenberg (~1110–1157). Sie war eine Tochter von Markgraf Leopold von Österreich und Enkeltochter des Kaisers Heinrich IV. Der Ehe entstammten die Tochter
- Richeza, ab 1152 in erster Ehe verheiratet mit König Alfons von Spanien,

sowie die Söhne:
- Bolesław I. von Schlesien „der Lange“, ab 1163 Herzog von Schlesien
- Mieszko I. von Oppeln „Kreuzbein“, ab 1163 Herzog von Schlesien, ab 1173 Herzog von Ratibor-Teschen, ab 1202 Herzog von Oppeln, 1210–1211 Seniorherzog von Polen
- Konrad, ab 1178 Herzog von Schlesien in Glogau

## Leben
Nach dem Tod von Władysławs Vater Bolesław, 1138, wurde Polen an dessen vier Söhne verteilt. Um die Einheit zu wahren, bestimmte Bolesław im Testament außerdem, dass dem jeweils Ältesten seiner Nachkommen das Krakauer Gebiet mit dem Seniorat zufallen soll. Władysław erhielt Schlesien und, da er der Älteste war, auch das Krakauer Seniorat, damit das Supremat über das übrige Polen sowie die Oberherrschaft über die anderen Herzöge, seine jüngeren Brüder. 
1142 berief Wladislaw II. einen Reichstag nach Krakau mit dem Ziel, das väterliche Testament anzufechten und seine Brüder abzusetzen. Er scheiterte jedoch an der Einwilligung der Reichsstände, welche die unverletzte Einhaltung des Testamentes forderten. Mithilfe russischer und deutscher Truppen konnte Wladislaw II. die festen Schlösser seiner Brüder einnehmen.
Auf dem Hoftag zu Kaina in Sachsen hatte Władysław im April 1146 ganz Polen vom Reich als Lehen angenommen. Daraufhin wurde er vom Gnesener Erzbischof exkommuniziert und bald danach, zusammen mit seiner Familie, von seinen Halbbrüdern vertrieben. Władysław fand Aufnahme beim römisch-deutschen König Konrad III., einem Halbbruder von Władysławs Ehefrau. Dieser wies ihm die Burg Altenburg als Wohnsitz zu. Sein Nachfolger als Herzog von Schlesien und im Krakauer Seniorat wurde sein nächstälterer Bruder Bolesław IV. Kraushaar.
Nachdem sich die Römische Kurie ohne Erfolg für Władysław eingesetzt hatte, gelang es durch die Vermittlung des Markgrafen der Nordmark, Albrecht „dem Bären“, dem späteren Markgrafen von Brandenburg, und Konrad von Wettin, die Kämpfe beizulegen. Bolesław verpflichtete sich, auf dem Merseburger Hoftag 1152 zu erscheinen und das Lehensverhältnis anzuerkennen, hielt das Versprechen jedoch nicht ein. Nachdem er auch nicht bereit war, sich am bevorstehenden Feldzug Kaiser Friedrichs I. Barbarossa zu beteiligen, unternahm dieser 1157 einen Feldzug gegen Polen. Er drang bis vor Posen, in dessen Nähe sich Bolesław im Lager Krzyszkowo aufhielt. Dort verpflichtete er sich gegenüber dem Kaiser zu einer Beteiligung am Italienzug und leistete den Lehnseid. Gleichzeitig versprach er, zum nächsten Hoftag zu kommen und seinen Bruder Kasimir als Geisel zu stellen.
Während des Feldzuges 1157 soll Bolesław den Gröditzberg und Rimptsch besetzt haben und drang bis nach Wohlau vor, wo es Kämpfe gegen die Polen gegeben hat. Bolesław verschanzte sich in den Sümpfen und Morasten des heutigen Wohlau und erbaute auf Pfählen eine Holzburg, wo sich der heutige Schlossteich befindet. Diese Holzburg gilt als der Auftakt zur Gründung von Wohlau.
Nachdem Władysław 1159 in Altenburger Exil verstorben war, hielt sich Bolesław nicht an das gegebene Versprechen. Nach einer abermaligen Aufforderung am Hoftag zu erscheinen, gab er 1163 Władysławs Söhnen dessen Land zurück, so dass diese nach Schlesien zurückkehren konnten.